# Opel Adam
Opel Adam – samochód osobowy klasy aut najmniejszych produkowany przez niemiecką markę Opel w latach 2012–2019.

## Historia i opis modelu

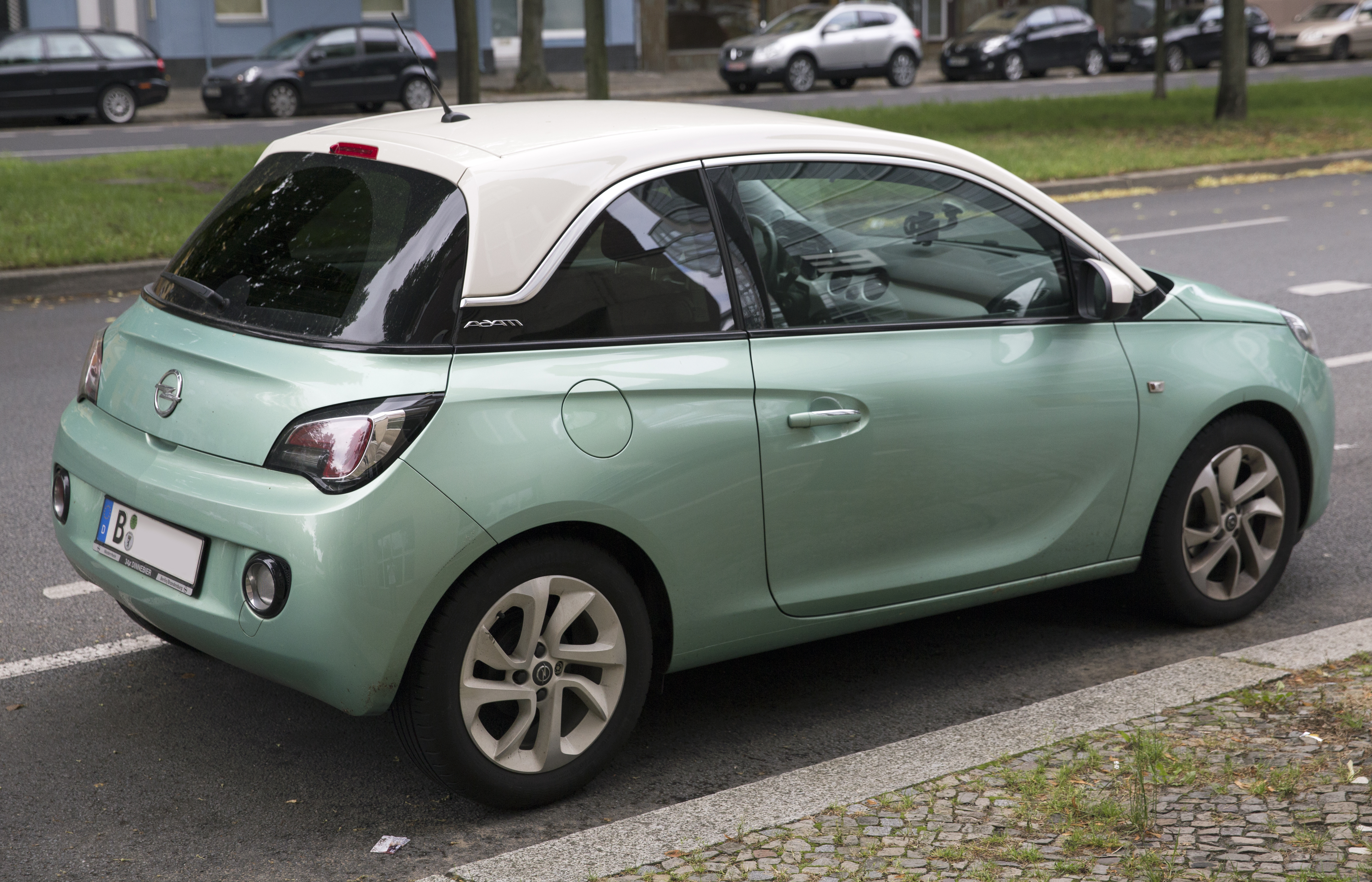
Opel Adam - tył

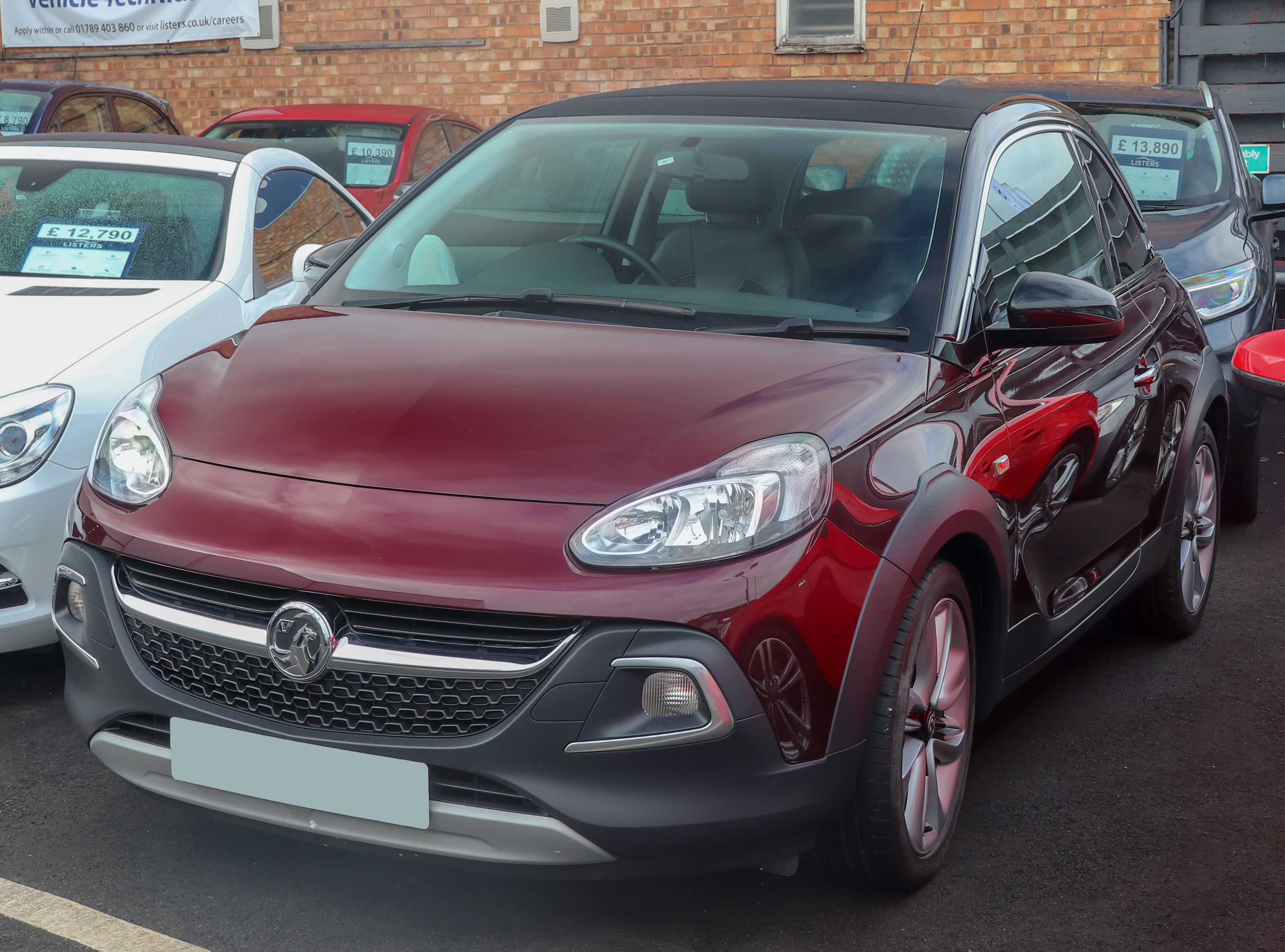
Vauxhall Adam Rocks - przód

Samochód został po raz pierwszy zaprezentowany podczas targów motoryzacyjnych w Paryżu w 2012 roku. Zbudowany został na bazie płyty podłogowej Opla Corsy D. Rok później podczas targów motoryzacyjnych w Genewie zaprezentowano model Adam Rocks, który wyróżnia się uterenowioną stylizacją nadwozia, składanym automatycznie, materiałowym, miękkim dachem oraz zwiększonym o 1,5 cm prześwitem.
W marcu 2014 roku podczas targów motoryzacyjnych w Genewie zaprezentowano prototyp sportowej wersji Adama oznaczonej symbolem S oraz zaprezentowano trzycylindrową, turbodoładowaną jednostkę napędową o pojemności 1.0 l i mocy 90 lub 115 koni mechanicznych. Jesienią tego samego roku Opel ogłosił, że Adam S trafi do produkcji. W kwietniu 2015 roku debiutował Adam Rocks S. Samochód stanowi połączenie układu napędowego modelu S ze stylizacją wersji Rocks. W stosunku do wersji Rocks zawieszenie zostało obniżone, zachowano natomiast składany, miękki dach. Źródłem  napędu jest pochodzący z Adama S silnik benzynowy 1.4 EcoTec o mocy 150 KM.
W 2014 roku miała zostać wprowadzona wersja elektryczna modelu Adam, jednak 9 listopada 2012 roku przedstawiciele Opla poinformowali o przerwaniu prac ze względu na trudną sytuację finansową, w jakiej znalazła się wówczas. 
Produkcja Adama zakończyła się w maju 2019 roku w ramach wdrożenia w życie nowej taktyki koncernu PSA, w myśl której wycofane bez następców zostaną modele skonstruowane jeszcze pod skrzydłami General Motors i zarazem – nie przynoszące zysków.

### Nadwozie
Charakterystycznym elementem auta jest dach pojazdu, który wydaje się być oddzielony od reszty karoserii. W celu indywidualizacji samochodu Opel oferuje szeroki wybór kolorów nadwozia, trzy kolory dachu, różne kolory wnętrza i rodzaje wystroju, w tym wykończenie dachu diodami LED (ma to na celu nadać efekt rozgwieżdżonego nieba) i oryginalne elementy stylistyczne. Zarówno przednie jak i tylne reflektory są w całości wykonane w technologii LED.

### Wyposażenie
- ADAM
- JAM
- GLAM
- SLAM
- Unlimited
- S - wersja sportowa zaprezentowana podczas targów motoryzacyjnych w Genewie w 2014 roku wyposażona w silnik 1.4 o mocy 150 KM, 18-calowe obręcze kół z niskoprofilowym ogumieniem 235/35, pakiet spojlerów, akcenty karoserii z włókien węglowych, fotele kubełkowe Recaro, system multimedialny IntelliLink[6]
- Rocks
- Rocks S
- Rocks Unlimited

W wyposażeniu podstawowym pojazdu znajdują się m.in. dwie czołowe i dwie boczne poduszki powietrze, kurtyny gazowe, ABS, ESP, układ ułatwiający ruszanie na wzniesieniu, komputer pokładowy, elektrycznie sterowane szyby, elektrycznie sterowane i podgrzewane lusterka, radio, obszyta skórą kierownica, klimatyzacja oraz koła z 16-calowymi felgami. 
Opcjonalnie pojazd wyposażyć można m.in. w system wspomagający parkowanie, który wyszukuje za nas pasujące wymiarami miejsce parkingowe, a następnie za dotykiem guzika kieruje autem. Kierowca operuje jedynie hamulcem, sprzęgłem i biegami (Advanced Park Assist II), a także w światła do jazdy dziennej wykonane w technologii LED, system Side Blind Spot Alert ostrzegający o przeszkodach w martwym polu, korzystając z czujników ultradźwiękowych, podgrzewaną kierownicę, system Start/Stop, asystenta parkowania, przednie, boczne oraz kurtynowe poduszki powietrzne, podwójne napinacze przednich pasów bezpieczeństwa oraz system mocowania fotelików ISOFIX z tyłu.

### System informacyjno-rozrywkowy
Opel Adam w standardzie wyposażony jest w system informacyjno-rozrywkowy, który może łączyć się z telefonami komórkowymi poprzez Bluetooth. System ten jest kompatybilny ze wszystkimi smartfonami opartymi na systemie Android i Apple iOS, co umożliwia dostęp do treści zawartych w smartfonie (w tym również aplikacji internetowych czy nawigacji GPS). System pobiera materiały z urządzenia przenośnego i wyświetla je na kolorowym 7-calowym (17,78 cm) ekranie dotykowym o wysokiej rozdzielczości, który zapewnia dostęp do różnych funkcji sterujących. Dzięki portowi USB w samochodzie można podłączyć nowe źródła plików multimedialnych takie jak odtwarzacze MP3, iPody oraz tablety. Adam jest wyposażony także w gniazdo do podłączania urządzeń nieobsługujących technologii USB lub Bluetooth.

### Silniki
| 1.0 Turbo | 999  | R3 | 90 (66)/4000-6000  | 170/1800-3600 | 11,9 | 180 |
| 1.0 Turbo | 999  | R3 | 115 (85)/5000-6000 | 170/1800-4700 | 9,9  | 196 |
| 1.2       | 1229 | R4 | 69 (51)/5600       | 115/4000      | 14,9 | 165 |
| 1.4       | 1398 | R4 | 87 (64)/6000       | 130/4000      | 12,5 | 176 |
| 1.4       | 1398 | R4 | 100 (74)/6000      | 130/4000      | 11,5 | 185 |
| 1.4 Turbo | 1364 | R4 | 150                | 220           | 8,5  | 210 |